# Гиви Чохели
Гиви Дмитријевич Чохели (Телави, 27. јун 1937.  — Тбилиси, 25. фебруар 1994) био је грузијски фудбалски дефанзивац.
Чохели је већи део каријере играо за Динамо из Тбилисија. По завршетку играчке каријере радио је на разним тренерским позицијама у Динаму из Тбилисија, а 1969-1970. и 1974. био је главни тренер. Класификован је за мајстора спорта СССР- а 1959. године.
Играо је за репрезентацију Совјетског Савеза (19 мечева), а био је учесник ФИФА Светског купа 1962. и УЕФА Европског првенства у фудбалу 1960, где је Совјетски Савез освојио златну медаљу.